# Microrégion de Blumenau
La microrégion de Blumenau est l'une des quatre microrégions qui subdivisent la région de la vallée du rio Itajaí de l'État de Santa Catarina au Brésil.
Elle comporte quinze municipalités qui regroupaient 677 553 habitants après le recensement de 2010 pour une superficie totale de 4 754 km2.

## Municipalités
- Apiúna
- Ascurra
- Benedito Novo
- Blumenau
- Botuverá
- Brusque
- Doutor Pedrinho
- Gaspar
- Guabiruba
- Indaial
- Luiz Alves
- Pomerode
- Rio dos Cedros
- Rodeio
- Timbó